# Janet Ågren
Janet Ågren   (numele original: în suedeză Janet Ågren Maietto, n. 6 aprilie 1949, Landskrona, Malmöhus⁠(d), Suedia)  este o actriță de film, model și cântăreață suedeză. Printre cele mai cunoscute filme ale sale se numără Eu nu văd, tu nu vorbești, el nu aude (1971), Cea mai frumoasă seară din viața mea (1972), Aragosta a colazione (1979).

## Biografie
Ågren a venit în Italia prin munca sa de model, unde după ce a studiat actoria cu Alessandro Fersen, a fost distribuită într-o serie de filme de gen, adesea de natură exploatatoare, așa numitele Exploitation films. În cariera sa de aproape 60 de filme între anii 1968 și 1991, a jucat în comedii, filme de groază și filme de aventură, precum și în westernuri și filme de crimă. În 1975 s-a căsătorit cu producătorul Carlo Maietto. După destrămarea căsătoriei și sfârșitul carierei sale de film, s-a mutat în SUA în 1994, unde lucrează ca designer de interioare.

## Filmografie selectivă
Cinema

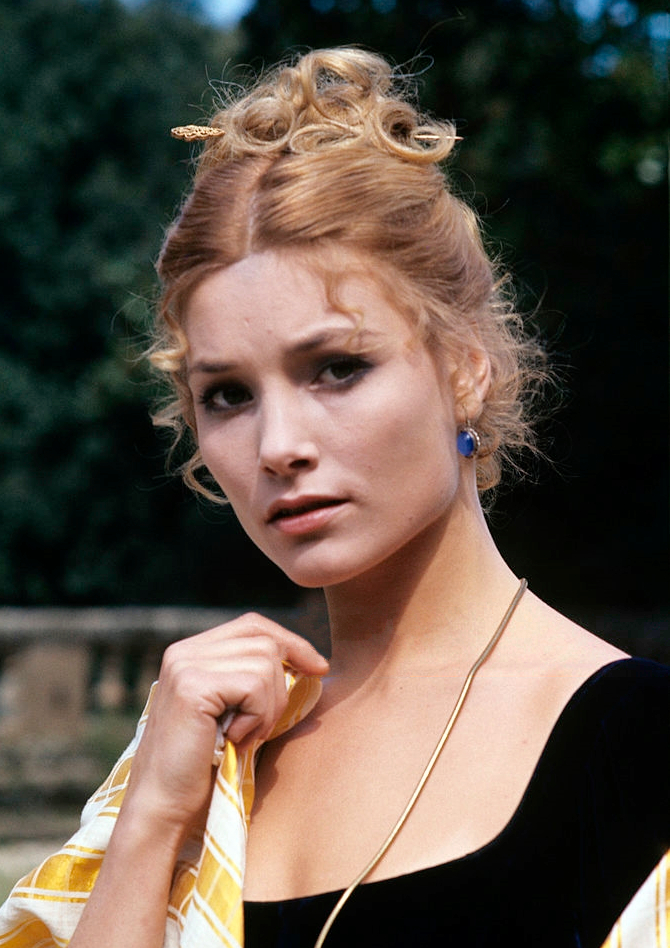
Actrița Janet Ågren

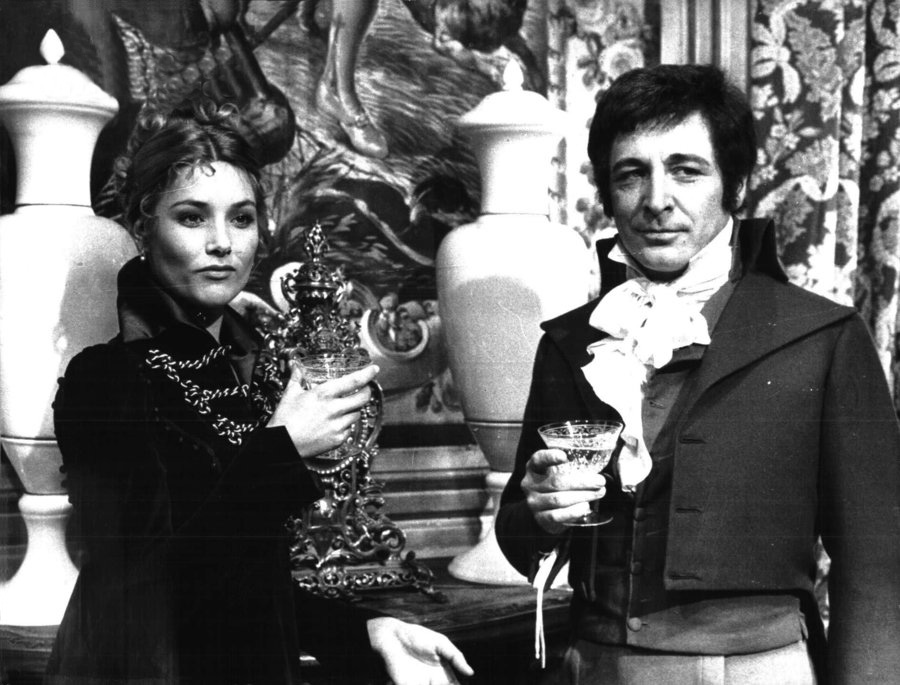
Actrița Janet Agren și Ugo Pagliai în miniserialul TV L'amaro caso della baronessa di Carini

- 1968 Donne... botte e bersaglieri, regia Ruggero Deodato
- 1969 Il giovane normale, regia Dino Risi
- 1971 Eu nu văd, tu nu vorbești, el nu aude (Io non vedo, tu non parli, lui non sente), regia Mario Camerini
- 1972 Che cosa è successo tra mio padre e tua madre? (Avanti!), regia Billy Wilder
- 1972 Cea mai frumoasă seară din viața mea (La più bella serata della mia vita), regia Ettore Scola
- 1973 Tecnica di un amore, regia Brunello Rondi
- 1975 La polizia interviene: ordine di uccidere!, regia Giuseppe Rosati
- 1976  Chi dice donna dice donna, regia Tonino Cervi
- 1978 Il commissario di ferro, regia Stelvio Massi
- 1979 Aragosta a colazione, regia Giorgio Capitani
- 1980 Mangiati vivi!, regia Umberto Lenzi
- 1980 Paura nella città dei morti viventi, regia Lucio Fulci
- 1983 Questo e quello, regia Sergio Corbucci
- 1985 Yado (Red Sonja), regia Richard Fleischer
- 1986 Superfantagenio, regia Bruno Corbucci
- 1987 Il ragazzo dal kimono d'oro, regia Fabrizio De Angelis
- 1988 Quella villa in fondo al parco, regia Giuliano Carnimeo
- 1989 Magdalene, regia Monica Teuber
- 1991 Per sempre, regia Walter Hugo Khouri

Televiziune
- 1975 L'amaro caso della baronessa di Carini – miniserie TV
- 1979 I racconti fantastici di Edgar Allan Poe – miniserie TV